# Пщулкі-Шершене
Пщулкі-Шершене (пол. Pszczółki-Szerszenie) — село в Польщі, у гміні Ґрудуськ Цехановського повіту Мазовецького воєводства.
У 1975-1998 роках село належало до Цехановського воєводства.